# Erich Alfred Breuning
Erich Alfred Breuning (* 16. Oktober 1897 in Rottweil; † 28. November 1978 in Las Palmas de Gran Canaria) war ein deutscher Marineoffizier, zuletzt Konteradmiral der Kriegsmarine.

## Laufbahn

### Kaiserliche Marine
Breuning trat am 3. Januar 1916 als Kriegsfreiwilliger und Offizieranwärter (Seekadett) in die Kaiserliche Marine ein und erhielt seine seemännische Grundausbildung bis zum 4. Mai 1916 auf dem als Schulschiff dienenden alten Kreuzer Freya. Danach diente er zur weiteren Ausbildung bis zum 31. Oktober 1916 auf dem Linienschiff Schleswig-Holstein, wo er am 12. Oktober zum Fähnrich zur See ernannt wurde. Vom 1. November 1916 bis Juni 1917 folgten die Offiziersausbildung an der Marineschule Mürwik sowie verschiedene Waffenlehrgänge, und danach bis zum 15. November 1917 eine Versetzung zur I. Seefliegerabteilung in Kiel-Holtenau. Vom 16. November 1917 bis zum Ende des Ersten Weltkriegs diente Breuning schließlich auf dem Linienschiff Kaiserin, mit der am 17. März 1918 erfolgten Beförderung zum Leutnant zur See. Am 18. November 1918 wurde er vorläufig beurlaubt.

### Reichsmarine
Am 25. Februar 1919 wurde Breuning als Wachoffizier auf den Kleinen Kreuzer Cöln kommandiert, der zu dieser Zeit mit der deutschen Hochseeflotte in Scapa Flow interniert war. Nach der Selbstversenkung der deutschen Flotte am 21. Juni 1919 kam Breuning, wie alle Besatzungsangehörigen der internierten und versenkten deutschen Schiffe, in britische Kriegsgefangenschaft, aus der er am 31. Januar 1920 entlassen wurde. Nach mehreren Monaten Urlaub wurde er am 16. Juni 1920 zur II. Torpedobootsflottille versetzt, wo er zunächst als Divisions- und Artillerieoffizier auf den Torpedobooten T 196 (ex G 196) und V 3 und dann ab 1. April 1922, als er zum Oberleutnant zur See befördert wurde, auf V 2 diente. Am 1. Oktober 1922 erfolgte seine Versetzung als Zugführer in das Küstenverteidigungsbataillon I, wo er bis zum 27. September 1925 blieb. Es folgten zwei Jahre, vom 28. September 1925 bis zum 29. September 1927, als Adjutant und Wachoffizier auf dem Kleinen Kreuzer Nymphe; während dieser Zeit nahm er von Januar bis März 1927 an einem Weiterbildungslehrgang beim Minenversuchskommando teil. Am 30. September 1927 wurde er Kommandant des Minensuchboots M 122 bei der 1. Minensuchhalbflottille, wo er am 1. Dezember 1928 zum Kapitänleutnant befördert wurde. Vom 24. September 1929 bis zum 31. März 1932 diente Breuning als Chef einer Kadettenausbildungskompanie an der Marineschule Mürwik, danach bis zum 20. September 1934 als Referent bei der Minenversuchskommission. Vom 21. September 1934 bis zum 15. Oktober 1936 war er III. Stabsoffizier beim Befehlshaber der Aufklärungsstreitkräfte auf dem Leichten Kreuzer Nürnberg; in dieser Dienststellung wurde er am 1. April 1935 zum Korvettenkapitän befördert.

### Kriegsmarine
Vom 16. Oktober 1936 bis zum 9. September 1942 war Breuning Referent I E (d. h. Minenreferent) bei der Seekriegsleitung im Oberkommando der Marine. Dort wurde er am 1. Oktober 1938 zum Fregattenkapitän und am 1. April 1940 zum Kapitän zur See befördert. Dann befehligte er vom 21. September 1942 bis zum 31. Mai 1943 die 3. Sicherungs-Division in Nostang bei Lorient, deren Einheiten aus Häfen in der Bretagne zwischen Saint-Malo, Brest und Lorient operierten, und avancierte am 1. Juni 1943, bei gleichzeitiger Beförderung zum Konteradmiral, zum Befehlshaber der Sicherung West. In dieser Dienststellung blieb er bis zu deren Auflösung Ende September 1944. Vom 28. Oktober 1944 bis Kriegsende war er schließlich Chef des Stabes in der Amtsgruppe Allgemeines Wehrmachtamt (AWA) im OKW unter dessen Leiter, General der Infanterie Hermann Reinecke.
Nach der Teilkapitulation der Wehrmacht für Nordwestdeutschland, Dänemark und die Niederlande überbrachte er, auf britische Anweisung, aus Rotterdam auslaufend, auf dem Schnellboot S 205, und in Begleitung von S 204, beides Boote der ehemaligen 4. Schnellboot-Flottille, die Seekarten der deutschen und niederländischen Nordseeküste mit allen darin eingezeichneten deutschen Minenfeldern nach Felixstowe. Dort wurde er in Kriegsgefangenschaft genommen, wurde am 9. Januar 1946 vom Gefangenenlager Camp 1 bei Churchdown in Gloucestershire in das Offizierslager Island Farm Special Camp XI bei Bridgend in Wales verlegt und am 17. Mai 1948 entlassen.
Breuning starb 1978 in Las Palmas auf Gran Canaria.